# Hachiwari

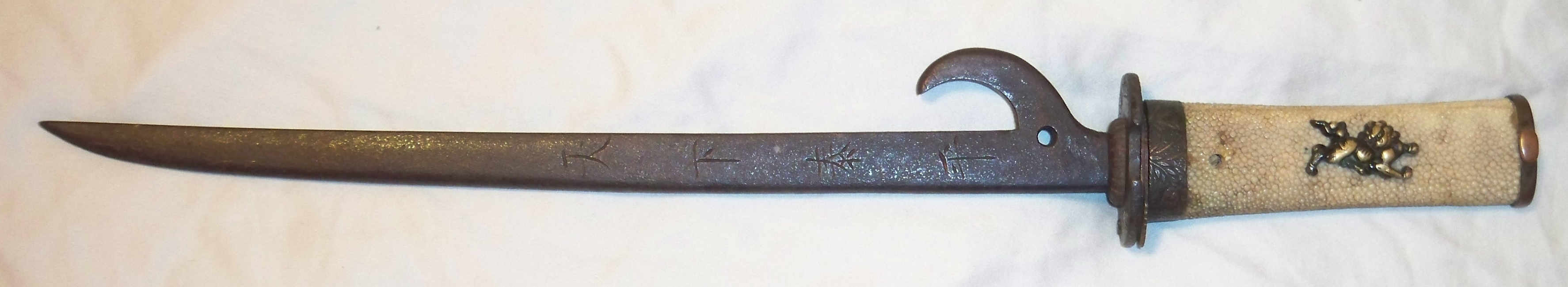
Japońskie hachiwari

Hachiwari (jap. 鉢割) lub kabutowari (jap. 兜割り "łamacz hełmów") to rodzaj tępej, przypominającej z wyglądu jitte, broni japońskiej. Była używana podczas bitew do parowania ciosów oraz atakowania części zbroi przeciwnika.

## Wygląd
Hachiwari składało się z trzech części: jednego metalowego, lekko zakrzywionego ostrza (często jednak było ono tępe i masywniejsze, bardziej przypominające pałkę), wystającego z jego podstawy, przeciwstawnego, znacznie krótszego haka oraz rękojeści. Całość miała najczęściej około 35 cm długości, ale istniały także dłuższe, nawet 45 centymetrowe wersje zwane tekkan.
Oprawa hachiwari była wytwarzana w taki sposób, żeby wyglądem przypominała oprawę tantō.

## Zastosowanie
Opowieści mówiące o zastosowaniu hachiwari do wbijania się w hełmy (kabuto) czy zbroje (ō-yoroi) są mało prawdopodobne. Hełmy japońskie były wyrabiane z wielu połączonych warstw stali oraz skóry, a przebicie ich wymagałoby ogromnej siły. Jednakże wysoce prawdopodobne jest, że służył do uszkadzania wewnętrznej struktury i rozdzielania tych warstw przy pomocy dźwigni zakładanej z użyciem haka. Ponadto posługiwano się nimi do parowania i przechwytywania broni atakującego przeciwnika. W obu przypadkach hachiwari był używany głównie w lewej ręce.
W Europie przyrządem o podobnym zastosowaniu był lewak. Wyglądem nie przypominają one kabutowari, lecz ich zastosowanie było podobne, służyły one bowiem do parowania ciosów oraz unieruchamiania broni, co dawało przewagę w walce.

## Współcześnie
Współcześnie nie istnieje już żadna szkoła, która ćwiczy w posługiwaniu hachiwari. Walka nią jest najczęściej uzupełnieniem treningu juttejutsu. Mimo to użytkowe "łamacze hełmów" wciąż są produkowane przez pojedynczych rzemieślników w Japonii.